# 市原明 (医学)
市原 明（いちはら あきら、1928年（昭和3年）6月20日 - 2018年（平成30年）11月20日）は、日本の医学者（酵素病理学者）である。医学博士。

## 経歴
大阪市出身。市原硬大阪大学名誉教授の子。1952年（昭和27年）大阪大学医学部を卒業。1954年（昭和29年）から1957年（昭和32年）までアメリカに留学し、カルフォルニア大学、ジョンズ・ホプキンズ大学で学んだ。
1959年（昭和34年）大阪大学歯学部助教授に就任。1965年（昭和40年）徳島大学医学部教授に転じた。同大酵素科学研究センター長を務め、名誉教授となった。指導学生に田中啓二がいる。

## 著書
- 『代謝調節』朝倉書店　1968年(勝沼信彦と共編)NCID BN00737427

## 受賞
- 1991年 第21回高松宮妃癌研究基金学術賞[1]

## 参考・外部リンク
- 博士論文 - 学術データベース 市原明
- 市原明 - KAKEN 科学研究費助成事業データベース
- 論文一覧（KAKEN、CiNii）